# Elosu
Elosu est une commune ou contrée de la municipalité de Legutio dans la province d'Alava, située dans la Communauté autonome basque en Espagne.
Dans le quartier d'Ollerieta se trouve le Musée de la poterie basque.

## Référence
1. ↑  EODA (Site d'onomastique basque d'Euskaltzaindia ou Académie de la langue basque)
2. ↑  (es) « Información práctica | Ollerias - Museo de Alfarería Vasca », sur www.euskalzeramika.com (consulté le 1er mars 2018)